# Suwarrow
Suwarrow (někdy též Suvorov, Suvarou, Suvarov) je nízký korálový atol patřící pod Cookovy ostrovy v Tichém oceánu. Nachází se přibližně 930 km severozápadně od ostrova Rarotonga, který je administrativním centrem Cookových ostrovů.
V dávné minulosti byl atol obydlen Polynésany. První lodí "západní civilizace" byla ruská Suvorov, vedena ruským admirálem carské flotily Michailem Petrovičem Lazarevem. Do lodního deníku bylo zapsáno datum 17. září 1814, jako den objevu atolu. Posádka lodi ho však našla neobydlený. Loď nesla jméno ruského generála Alexandra Suvorova, který se pod jménem Suwarrow objevil v eposu George Gordona Byrona Don Juan ou la vie de Byron. V průběhu času se název měnil a vyslovoval jako Souvorow, Souwaroff či Souworoff. Název "Suwarrow" je současným oficiálním názvem pod správou Nového Zélandu.

## Historie osídlení
Spisovatel Robert Louis Stevenson byl i s rodinou v dubnu 1890 pasažérem na obchodním parníku Janet Nicoll, který se při plavbě zastavil i na Suwarrowe během obchodní plavby po středním Pacifiku. Stevensonův spolucestovatel a dobrodruh Jack Buckland se pak na atol vrátil a později tam zemřel.
I když Stevensonova manželka Fanny Vandegrift popsala atol jako "nejromantičtější ostrov na světě", nestal se modelem pro její knihu "Ostrov pokladů" z roku 1883. Ostrovem pokladů však ve skutečnosti být může, protože v polovině 19. století (někdy mezi lety 1848–1855) tam doplula záchranná loď z Tahiti a na ostrově vykopala skříňku, obsahující mince v hodnotě tehdejších 15 tisíc NZD. Novozélanďan Henry Mair našel ještě o něco později několik mincí v želvím hnízdě.
Atol byl po druhé světové válce opuštěný, dokud tam nepřišel Novozélanďan Tom Neale. Na atolu nakonec ve třech obdobích mezi lety 1952–1977 dohromady strávil více než 16 let, většinou o samotě. Tento robinsonovský život popsal v knize An Island to oneself. Mezi lety 1965–66 žil sám na ostrově i Michael Swift. Ten ale nedisponoval dostatečnými znalostmi technik přežití v divočině a tak byl jeho pobyt velmi těžký.

## Národní park

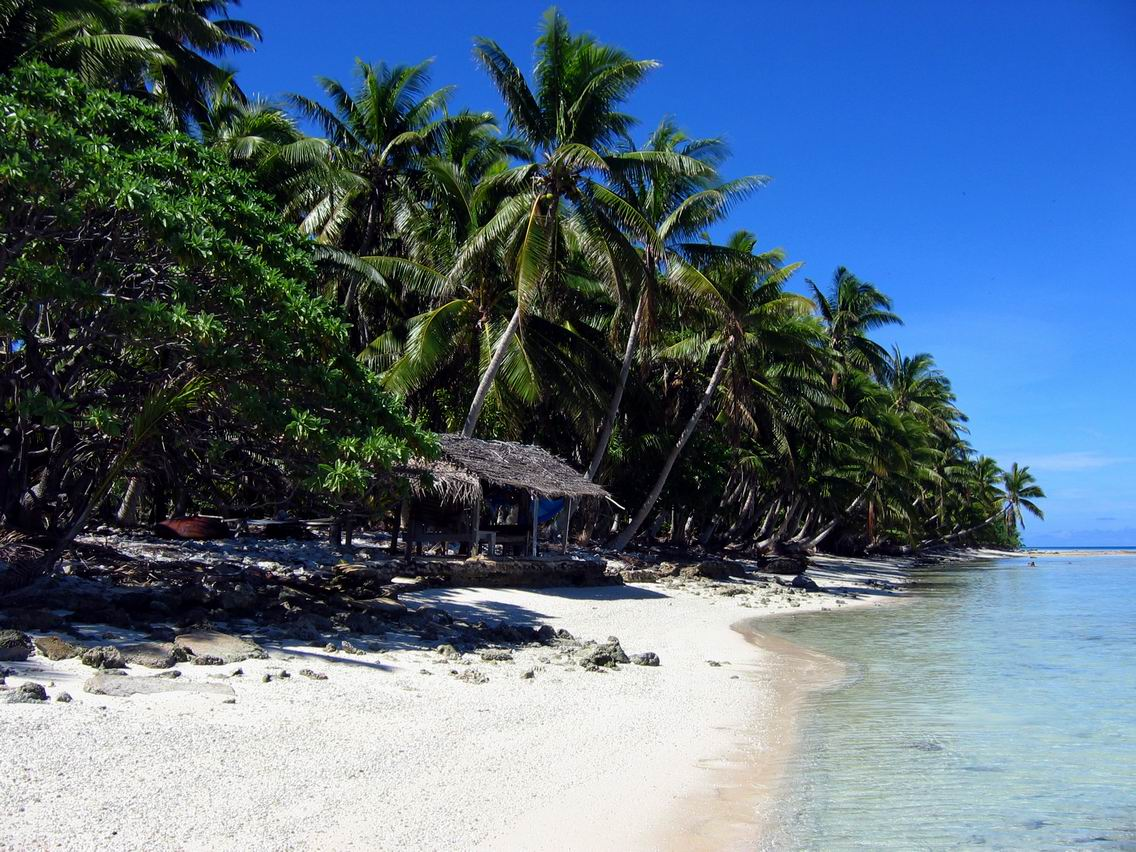
Anchorage Island

V roce 1978 byl atol administrativou Cookových ostrovů kvůli velkému množství vzácných ptáků a mořských živočichů prohlášen za Národní park. Pozdější záměr vybudovat zde perlovou farmu byl zamítnut environmentální společností Taporoporo'anga Ipukarea Society.
Ke konci 20. století zde žila asi 3% všech faetonů červenoocasých a asi 9% světové populace fregatek z čeledi fregata ariel.
Většina ostrůvků atolu je porostlá nízkou vegetací, případně křovinami z čeledi kyprejovité, Pemphis acidula a hojně se vyskytující pobřežní heliotropickou Tournefortii argentia. Větší ostrůvky mají hustou vegetaci stromu Cordia subcordata z čeledi brutnákovitých.

## Současný stav
Od přelomu tisíciletí na ostrově žijí (zpravidla dva) správci parku "Park Rangers" jako oficiální stráž Národního parku. Na ostrov se dá dostat pouze soukromou jachtou, nebo objednanou expedicí z Rarotonga.
Vzhledem k ochraně fauny a flóry, každá loď, která má v úmyslu vstoupit do vod atolu, musí předem požádat o speciální povolení.
Ruský politik Anton Bakov v říjnu 2011 prohlásil, že atol odkoupil a prohlásil ho za hlavní centrum Ruského Impéria. Předseda vlády Cookových ostrovů Henry Puna tento nárok dementoval.